# Joel Kwiatkowski
Joel Kwiatkowski (ur. 22 marca 1977 w Saskatoon, Saskatchewan) – kanadyjski hokeista pochodzenia polskiego, reprezentant Kanady. Trener.

## Kariera
- North Battleford North Stars (1993-1994)
- Tacoma Rockets (1994-1996)
- Prince George Cougars (1996-1998)
- Cincinnati Mighty Ducks (1998-2000)
- Ottawa Senators (2000-2002)
- Grand Rapids Griffins (2000-2002)
- Binghamton Senators (2002)
- Washington Capitals (2002-2004)
- San Antonio Rampage (2004-2005)
- St. John’s Maple Leafs (2005)
- Florida Panthers (2005-2007)
- Pittsburgh Penguins (2007)
- Atlanta Thrashers (2007-2008)
- Chicago Wolves (2007-2008)
- Siewierstal Czerepowiec (2008-2009)
- SKA Sankt Petersburg (2009-2010)
- SC Bern (2010-2012)
- Fribourg-Gottéron (2012-2015)
- MODO (2015-2016)

Od 1994 do 1998 przez cztery lata grał kanadyjskiej lidze juniorskiej WHL w ramach CHL w barwach dwóch zespołów. W międzyczasie w drafcie NHL z 1996 został wybrany przez amerykański klub Dallas Stars. W kolejnych 10 latach występował w amerykańskich ligach AHL, IHL oraz NHL. W 2008 wyjechał do Europy i do 2010 występował w dwóch klubach rosyjskich rozgrywek KHL pierwszych dwóch edycji 2008/2009 i 2009/2010. W 2010 przeniósł się do Szwajcarii i przez pięć kolejnych lat grał w tamtejszej lidze NLA: dwa lata w Bernie i trzy we Fryburgu. Na początku października 2015 został zawodnikiem szwedzkiego klubu MODO w szwedzkich rozgrywkach SHL. W 2016 zakończył karierę zawodniczą i został asystentem trenera amerykańskiej drużyny Kalamazoo Wings w lidze ECHL.
W barwach reprezentacji Kanady uczestniczył w turniejach mistrzostw świata 2009 oraz Pucharu Spenglera 2009, 2011, 2012, 2014, 2016.

## Sukcesy
Reprezentacyjne
- Srebrny medal mistrzostw świata: 2009

Klubowe
- Mistrzostwo dywizji IHL: 2001 z Grand Rapids Griffins
- Mistrzostwo w sezonie regularnym IHL: 2001 z Grand Rapids Griffins
- Mistrzostwo dywizji AHL: 2002 z Grand Rapids Griffins
- Norman R. „Bud” Poile Trophy: 2002 z Grand Rapids Griffins, 2008 z Chicago Wolves
- Mistrzostwo konferencji AHL: 2008 z Chicago Wolves
- Puchar Caldera – mistrzostwo AHL: 2008 z Chicago Wolves
- Pierwsze miejsce w Dywizji Bobrowa KHL w sezonie regularnym: 2010 ze SKA Sankt Petersburg
- Pierwsze miejsce w Konferencji Zachód KHL w sezonie regularnym: 2010 ze SKA Sankt Petersburg
- Srebrny medal mistrzostw Szwajcarii: 2012 z SC Bern, 2013 z Fribourg-Gottéron

Indywidualne
- WHL i CHL 1997/1998:
  - Pierwszy skład gwiazd zachodu WHL
  - Trzeci skład gwiazd CHL
- AHL 2004/2005:
  - Pierwsze miejsce w klasyfikacji strzelców wśród obrońców w sezonie zasadniczym: 20 goli
- AHL 2007/2008:
  - Mecz Gwiazd AHL
  - Pierwsze miejsce w klasyfikacji strzelców wśród obrońców w sezonie zasadniczym: 20 goli
  - Drugi skład gwiazd
- KHL (2008/2009):
  - Czwarte miejsce w klasyfikacji strzelców wśród obrońców w sezonie zasadniczym: 13 goli
- KHL (2009/2010):
  - Czwarte miejsce w klasyfikacji minut kar w sezonie zasadniczym: 147 minut
- National League A (2012/2013):
  - Pierwsze miejsce w klasyfikacji strzelców wśród obrońców w sezonie zasadniczym: 14 goli